# 兴和西站
兴和西站，位于中华人民共和国内蒙古自治区乌兰察布市兴和县，是唐包铁路上的火车站，建于2010年，2011年启用，由呼和浩特铁路局集宁车务段管辖。

## 車站周邊
- 中国航天风电产业园

## 歷史
- 建于2010年。

## 外部連結
- 中国铁路客户服务中心（页面存档备份，存于）